# Eni Imami
Eni Imami (sinh 19 tháng 12 năm 1992, ở Tiranë) là một cầu thủ bóng đá Albania thi đấu ở vị trí tiền vệ cho Teuta Durrës ở Kategoria Superiore.

## Sự nghiệp
Anh ký hợp đồng cho Teuta Durrës vào tháng 1 năm 2014.